# OKAMOTO'S (アルバム)
『OKAMOTO'S』（オカモトズ）は、OKAMOTO'Sの4枚目のオリジナルアルバム。2013年1月23日にアリオラジャパンから発売された。
初回盤はミュージック・ビデオ付き。

## 収録曲
1. Sing A Song Together
  - 作詞・作曲:オカモトショウ／編曲:OKAMOTO'S

ベネッセコーポレーション「進研ゼミ小学講座」CMソング。
2. Give&Take
  - 作詞・作曲:オカモトショウ／編曲:OKAMOTO'S

東京スカパラダイスオーケストラからNARGO, 北原雅彦, GAMO, 谷中敦, 沖祐市が参加。
3. 太陽はどこ
  - 作詞・作曲:オカモトショウ／編曲:OKAMOTO'S

女子コーラスとしてハマ・オカモトが「ハマ子」としてクレジットされている。
4. ラブソング
  - 作詞・作曲:オカモトショウ／編曲:OKAMOTO'S

4thシングル。テレビ東京系アニメ「NARUTO -ナルト- SD ロック・リーの青春フルパワー忍伝」オープニングテーマ。
5. Are You Happy?
  - 作詞:ハマ・オカモト, オカモトショウ／作曲:オカモトコウキ／編曲:OKAMOTO'S
6. 誰
  - 作詞・作曲:オカモトレイジ／編曲:OKAMOTO'S
7. 青い天国
  - 作詞:OKAMOTO'S, 小出祐介(Base Ball Bear)／作曲:OKAMOTO'S／編曲:OKAMOTO'S

3rdシングル。TBS系ドラマ「白戸修の事件簿」主題歌。Base Ball Bearのボーカル、小出祐介が作詞で参加。
8. マジメになったら涙が出るぜ
  - 作詞:いしわたり淳治, OKAMOTO'S／作曲:OKAMOTO'S／編曲:OKAMOTO'S, 大久保友裕

3rdシングル。
9. 夢DUB
  - 作詞:オカモトコウキ, オカモトショウ／作曲:オカモトコウキ／編曲:OKAMOTO'S
10. 共犯者
  - 作詞・作曲:オカモトショウ／編曲:OKAMOTO'S

4thシングル。ブルースハープとコーラスで甲本ヒロトが参加。
11. あからさまに恋してる
  - 作詞:いしわたり淳治, OKAMOTO'S／作曲:オカモトコウキ, オカモトレイジ／編曲:いしわたり淳治
12. Oh! Pretty Baby
  - 作詞・作曲:オカモトショウ／編曲:OKAMOTO'S

ライトオンCMソング。
13. Sing A Song Alone
  - 作詞・作曲:オカモトショウ／編曲:オカモトショウ
14. Shine Your Light
  - 作詞・作曲:オカモトショウ／編曲:OKAMOTO'S

## 参加ミュージシャン
- オカモトショウ - ボーカル(#1 - 14)、コーラス(#1, 3 - 8, 11 - 14)、パーカッション(#1 - 4, 6 - 14)
- オカモトコウキ - ギター(#1 - 12, 14)、コーラス(#1, 3, 4, 7, 8 , 11, 12, 14)キーボード(#4, 11, 14)、ピアノ(12)
- ハマ・オカモト - ベース(#1 - 12, 14)、コーラス(#1, 3, 4, 7, 8 , 11, 12, 14)、女子コーラス(#3)
- オカモトレイジ - ドラムス(#1 - 12, 14)、シンセサイザー(#5, 7, 8)、ギター(#6)、コーラス(#1, 3, 4, 6 - 8 , 11, 12, 14)

- TEAM OKAMOTO'S - Soul Crap(#4, 14)、コーラス(#4, 14)

### Guest Musicians
- Sing A Song Together
  - 斎藤有太 - ピアノ
- Give&Take
  - NARGO - トランペット
  - 北原雅彦 - トロンボーン
  - GAMO - テナー・サックス
  - 谷中敦 - バリトン・サックス
  - 沖祐市 - ピアノ
- 太陽はどこ
  - 斎藤有太 - オルガン
  - 西岡ヒデロー - パーカッション
- Are You Happy?
  - 西岡ヒデロー - パーカッション
- 誰
  - 斎藤有太 - ピアノ
- 共犯者
  - 甲本ヒロト - ブルース・ハープ、コーラス